# ジャワーン・ベントリー
ジャワーン・ルイス・ベントリー（Ja'Whaun Louis Bentley、1996年8月24日 - ）は、アメリカ合衆国メリーランド州グレナーデン出身のアメリカンフットボール選手。ポジションはラインバッカー（LB）。現在はフリーエージェント。
カレッジフットボールはパデュー大学でプレーをし、2018年のNFLドラフトで5巡目全体143位指名をされ、ペイトリオッツに入団した。

## 大学時代
ベントリーは、2014年から2017年までの4 年間全てにおいてパデュー大学で先発出場した。彼は2017年に11.5回のロスタックルを含む、97タックルを記録した。 ベントリーは、2017年のオール・ビック・テン・カンファレンスチームに選ばれた。彼は2017年のフォスター・ファームズ・ボウルのディフェンシブMVPだった。

## プロキャリア

### ニューイングランド・ペイトリオッツ
ベントリーは、 2018年のNFLドラフトで5巡目全体143位指名をされ、ペイトリオッツに入団した。チームの2週目のプレシーズン ゲームで、ベントリーはエイドリアン・クレイボーンのファンブルフォースボールをリカバーし、54ヤードのリターンタッチダウンを記録した。プレシーズンでの彼の思い切りのあるプレーが評価され、ベントリーは、ベテランのドンタ・ハイタワーやカイル・ヴァン・ノイとともに、ラインバッカーとして先発の座を得た。第3週のライオンズ戦で、ベントリーはルーク・ウィルソンへのマシュー スタッフォードからのパスをインターセプトし、キャリア初のインターセプトを記録した。2018年9月26日、ベントリーは上腕二頭筋の断裂のため、故障者リストに入れられた。その後、先発ラインバッカーのベントリーという存在を欠いたものの、控え選手でその穴を埋め、ペイトリオッツは第53回スーパーボウルまで上り詰め、ロサンゼルス・ラムズを13対3で破り、NFLチャンピオンとなった。
ベントリーは2019年に健康になって戻ってきたが、ドンタ・ハイタワー、ジェイミー・コリンズ、カイル・ヴァン・ノイですでにラインバッカーグループは安定していたため、ベントリーは2019年にペイトリオッツのディフェンスの重要なポジションとして再び登場することはなかった。しかし、2020年シーズンは、ハイタワーがCOVID-19流行によるシーズンのオプトアウトがあり、コリンズとヴァンノイがフリーエージェントでチームを出たため、ベントリーがチームのトップラインバッカーとしての役割を引き継いだ。第8週のビルズ戦では、ベントリーはクォーターバックのジョシュ・アレンにキャリアの初のフルサックを記録した。
2022年3月21日、ベントリーはペイトリオッツと2年600万ドルの契約延長にサインした。2022年シーズンからディフェンスチームのキャプテンに就任し、第8週のニューヨーク・ジェッツ戦でキャリア2度目のインターセプトを記録した。
2023年1月29日には、ペイトリオッツと更に2年1,875万ドルの契約延長を行った。
2023年シーズンは自己最多となる3パスディフレクション、12回のQBヒットとともに、3年連続して100タックル以上を記録した。
2024年シーズン第2週のシアトル・シーホークス戦で左胸筋を断裂し、シーズンの残りの試合を欠場した。チームが別のラインバッカーを獲得したことで、2025年3月28日、ペイトリオッツから放出された。